# David Suazo
Óscar David Suazo Velázquez, plus couramment appelé David Suazo, né le 5 novembre 1979 à San Pedro Sula (Honduras), est un footballeur international hondurien.
Il évoluait au poste d'attaquant. Plusieurs membres de sa famille sont également footballeurs professionnels, dont ses deux frères Nicholas et Ruben, ainsi que ses cousins Maynor Suazo et Hendry Thomas.

## Biographie

### Club
Formé au Honduras au Club Deportivo Marathón entre 1992 et 1996, David Suazo commence sa carrière dans l'équipe réserve du CD Olimpia, et rejoint l'équipe première en effectuant son premier match le 18 avril 1999. Mais ne parvenant pas à devenir titulaire, il part tenter sa chance en Europe.
Suazo quitte donc très vite son pays natal pour l'Italie et la Sardaigne, où il rejoint le club de Cagliari, à l'époque entraîné par Oscar Tabarez. Il marque son premier but en Serie A contre Piacenza. Il reste fidèle huit ans au club sarde, où les supporters le nomment encore "Re David" (Roi David). Il affirme plus tard nourrir un réel amour pour la Sardaigne, sa terre d'adoption, et se rend régulièrement au stade pour suivre Cagliari, son club de cœur.
Joueur extrêmement rapide, Suazo rejoint l'Inter Milan le 13 juillet 2007, qui devance de peu le Milan AC. La panthère noire (son surnom) est prêté par les dirigeants milanais au Portugal au SL Benfica pour la saison 2008/2009. Puis, à son retour, il se voit reprêté, au Genoa CFC, étant en manque de jeu avec l'Inter. Après une dernière saison quasi blanche au Calcio Catane en 2011-2012, il annonce sa retraite sportive.

### Équipe nationale
Il est sélectionné pour participer au mondial des moins de 20 ans de 1999 organisé au Nigeria.
Il est la "star" de la sélection du Honduras à la Coupe du monde 2010.

## Buts internationaux
| #   | Date              | Lieu                                                     | Adversaire             | But   | Résultat | Compétition                       |
| --- | ----------------- | -------------------------------------------------------- | ---------------------- | ----- | -------- | --------------------------------- |
| 01. | 16 juillet 2000   | Estadio Cuscatlán, San Salvador, El Salvador             | Salvador               | 5 – 0 | 5 – 2    | Qualification Coupe du monde 2002 |
| 02. | 2 septembre 2000  | Estadio Olimpico Metropolitano, San Pedro Sula, Honduras | Salvador               | 4 – 0 | 5 – 0    | Qualification Coupe du monde 2002 |
| 03. | 13 juillet 2003   | Estadio Nilmo Edwards, La Ceiba, Honduras                | Haïti                  | 2 – 0 | 3 – 1    | Match amical                      |
| 04. | 12 juin 2004      | Stadion Ergilio Hato, Willemstad, Antilles néerlandaises | Antilles néerlandaises | 1 – 0 | 2 – 1    | Qualification Coupe du monde 2006 |
| 05. | 12 juin 2004      | Stadion Ergilio Hato, Willemstad, Antilles néerlandaises | Antilles néerlandaises | 2 – 0 | 2 – 1    | Qualification Coupe du monde 2006 |
| 06. | 19 juin 2004      | Estadio Olimpico Metropolitano, San Pedro Sula, Honduras | Antilles néerlandaises | 2 – 0 | 4 – 0    | Qualification Coupe du monde 2006 |
| 07. | 18 août 2004      | Estadio Alejandro Morera Soto, Alajuela, Costa Rica      | Costa Rica             | 1 – 1 | 5 – 2    | Qualification Coupe du monde 2006 |
| 08. | 8 septembre 2004  | Estadio Olimpico Metropolitano, San Pedro Sula, Honduras | Guatemala              | 2 – 2 | 2 – 2    | Qualification Coupe du monde 2006 |
| 09. | 7 octobre 2006    | Lockhart Stadium, Fort Lauderdale, États-Unis            | Guatemala              | 3 – 2 | 3 – 2    | Match amical                      |
| 10. | 12 septembre 2007 | Estadio Olimpico Metropolitano, San Pedro Sula, Honduras | Équateur               | 1 – 0 | 2 – 1    | Match amical                      |
| 11. | 26 mars 2008      | Lockhart Stadium, Fort Lauderdale, États-Unis            | Colombie               | 1 – 0 | 2 – 1    | Match amical                      |
| 12. | 4 juin 2008       | Estadio Olimpico Metropolitano, San Pedro Sula, Honduras | Porto Rico             | 3 – 0 | 4 – 0    | Qualification Coupe du monde 2010 |
| 13. | 4 juin 2008       | Estadio Olimpico Metropolitano, San Pedro Sula, Honduras | Porto Rico             | 4 – 0 | 4 – 0    | Qualification Coupe du monde 2010 |
| 14. | 13 juillet 2003   | Estadio Nilmo Edwards, La Ceiba, Honduras                | Haïti                  | 2 – 0 | 3 – 1    | Match amical                      |
| 15. | 14 juin 2008      | Estadio Juan Ramon Loubriel, Bayamón, Porto Rico         | Porto Rico             | 1 – 0 | 2 – 2    | Qualification Coupe du monde 2010 |
| 16. | 5 septembre 2009  | Estadio Olimpico Metropolitano, San Pedro Sula, Honduras | Trinité-et-Tobago      | 4 – 0 | 4 – 1    | Qualification Coupe du monde 2010 |
| 17. | 18 novembre 2009  | Land Shark Stadium, Miami Gardens, États-Unis            | Pérou                  | 1 – 1 | 1 – 2    | Match amical                      |

## Carrière
| Période         | Club               | Pays     | Matchs/Buts        |
| --------------- | ------------------ | -------- | ------------------ |
| 1998-1999       | CD Olimpia         | Honduras | 10 matchs/5 buts   |
| 1999-2007       | Cagliari Calcio    | Italie   | 255 matchs/94 buts |
| 2007-2008       | Inter Milan        | Italie   | 27 matchs/8 buts   |
| 2008-2009       | → (prêt) Benfica   | Portugal | 12 matchs/4 buts   |
| 2009-janv. 2010 | Inter Milan        | Italie   | 1 matchs/0 buts    |
| janv. 2010-     | → (prêt) Genoa CFC | Italie   | 16 matchs/3 buts   |
| 2011-2012       | Calcio Catane      | Italie   | 6 matchs/0 buts    |

## Palmarès

### Club
CD Olimpia
- Championnat du Honduras : 1998-99
- Supercoupe du Honduras : 1996-97
- Coupe du Honduras : 1998

 Inter Milan
- Championnat d'Italie : 2007-08, 2009-10
- Vainqueur de la Coupe d'Italie en 2010
- Vainqueur de la Supercoupe d'Italie en 2010
- Vainqueur de la Ligue des champions en 2010

 SL Benfica
- Coupe de la Ligue du Portugal : 2008-09

 Honduras
- Vainqueur  du Tournoi pré-olympique de la CONCACAF pour les JO de Sydney de 2000

### Individuel
- Meilleur joueur étranger de l'année de Serie A : 2006